# ビジネスインサイダー
Business Insider（ビジネスインサイダー）は、2009年2月に開設され、ニューヨーク市に拠点を置いている、アメリカ合衆国のビジネスや技術ニュースの専門ウェブサイト。日本語版は『Business Insider Japan』で、IT系ニュースサイト『GIZMODO』の日本語版『GIZMODO JAPAN』も運営する株式会社メディアジーンが運営する。
ダブルクリックの創業者で元CEOだった、ケヴィン・P・ライアンが創設したこのサイトは、先行して存在していた「Silicon Alley Insider」（シリコン・アレイ・インサイダー：2007年5月16日開設）と「Clusterstock」（クラスターストック：2008年3月20日開設）を包摂するブランドとして登場した。このサイトは、ビジネス・ニュースの提供と分析を行ない、ウェブ上からトップ・ニュースを集積させる機能を担っている。このサイトのオリジナルな記述は、『ニューヨーク・タイムズ』をはじめ、しばしば他の、より大きなメディアに引用され、また、ナショナル・パブリック・ラジオ (NPR) などの国内のニュースで取り上げられることがある。オンライン・ニュースは、現在50人ほどのスタッフを雇用しており、2010年の第4四半期には、初めて利益を出したと報じられた。2012年6月には540万人の閲読者を得たとされる。
ビジネス・インサイダーは、デジタル・メディアの新たなビジネス・モデルを探る、業界の会合 IGNITION を主催している。2012年1月、ビジネス・インサイダーは、「BI Intelligence」と名付けた、モバイル、決済、電子商取引、ソーシャル・メディア、デジタル・メディア業界についてのデータの提供と分析を行なう、購読契約ベースの調査サービスを立ち上げた。このサイトは、毎年特集記事を組んでおり、「Digital 100: The World's Most Valuable Private Tech Companies」（世界で最も価値がある技術企業100社）などが掲載されてきた。